# 額賀澪
額賀 澪（ぬかが みお、1990年 - ）は、日本の小説家。茨城県行方郡麻生町（現：行方市麻生）出身。東京都在住。

## 経歴
行方市立麻生第一中学校、清真学園高等学校、日本大学芸術学部文芸学科卒業。
はじめて小説を書いたのは10歳の頃。中学時代は吹奏楽部に所属していた。高校時代に第22回全国高等学校文芸コンクール小説部門で優秀賞を受賞。日本大学芸術学部在学中に「俺とマッ缶の行方」で第24回舟橋聖一顕彰青年文学賞を受賞する。
大学卒業後、広告代理店に勤務。会社員として働くかたわら、2015年に「ウインドノーツ」で第22回松本清張賞を、「ヒトリコ」で第16回小学館文庫小説賞を受賞。受賞作はそれぞれ『屋上のウインドノーツ』『ヒトリコ』として2015年6月26日に同時発売された。受賞した2作品について、大学の恩師から『茨城を舞台に小説を書くと良い』とのアドバイスされたことを明かしている。
2016年、『タスキメシ』で第62回青少年読書感想文全国コンクール高等学校部門課題図書。
2016年末に神保町の広告代理店を退社。作家業のほか、フリーライターとしても活動中。
2019年4月より、大正大学表現学部表現文化学科客員准教授。2020年4月より、日本大学芸術学部文芸学科非常勤講師。※2025年3月現在。
2023年7月、『転職の魔王様』がフジテレビ系列「月10」枠でテレビドラマ化される。

## 著書

### タスキメシシリーズ
- タスキメシ（2015年11月、小学館 ISBN 978-4-09-386428-2 / 2019年11月、小学館文庫 ISBN 978-4-09-406714-9）
- タスキメシ 箱根（2019年11月、小学館 ISBN 978-4-09-386557-9 / 2022年11月、小学館文庫 ISBN 978-4-09-407194-8）
- タスキメシ 五輪（2022年12月、小学館 ISBN 978-4-09-386663-7）

### 転職の魔王様シリーズ
- 転職の魔王様（2021年2月、PHP研究所 ISBN 978-4-569-84852-5 / 2023年6月 PHP文芸文庫 ISBN 978-4-569-90312-5）
- 転職の魔王様2.0（2023年7月、PHP文芸文庫 ISBN 978-4-569-90324-8）
- 転職の魔王様3.0（2025年2月、PHP文芸文庫 ISBN 978-4-569-90458-0）

### 夜と跳ぶシリーズ
- 夜と跳ぶ（2024年7月、PHP研究所 ISBN 978-4-569-85724-4）
- 夜と跳ぶ Re:東京ゴールデン・エイジ（2024年12月、PHP研究所 ISBN 978-4-569-85823-4）

### その他の小説

#### 2010年代
- 屋上のウインドノーツ（2015年6月、文藝春秋 ISBN 978-4-16-390286-9 / 2017年6月、文春文庫 ISBN 978-4-16-790868-3）
- ヒトリコ（2015年6月、小学館 ISBN 978-4-09-386417-6 / 2017年12月、小学館文庫 ISBN 978-4-09-406477-3）
- さよならクリームソーダ（2016年5月、文藝春秋 ISBN 978-4-16-390460-3 / 2018年6月、文春文庫 ISBN 978-4-16-791089-1）
- 君はレフティ（2016年10月、小学館 ISBN 978-4-09-386458-9 / 2019年8月、小学館文庫 ISBN 978-4-09-406677-7）
- 潮風エスケープ（2017年7月、中央公論新社 ISBN 978-4-12-004993-4）
  - 【改題】夏なんてもういらない（2019年7月、中公文庫 ISBN 978-4-12-206759-2）
- ウズタマ（2017年11月、小学館 ISBN 978-4-09-386487-9 / 2021年12月、小学館文庫 ISBN 978-4-09-407096-5）
- 完パケ！（2018年2月、講談社 ISBN 978-4-06-220953-3 / 2021年2月、講談社文庫 ISBN 978-4-06-522002-3）
- 風に恋う（2018年7月、文藝春秋 ISBN 978-4-16-390852-6 / 2020年6月、文春文庫 ISBN 978-4-16-791509-4）
- 猫と狸と恋する歌舞伎町（2018年10月、新潮文庫nex ISBN 978-4-10-180137-7）
- イシイカナコが笑うなら（2019年3月、KADOKAWA ISBN 978-4-04-107757-3）
  - 【改題】カナコと加奈子のやり直し（2021年9月、角川文庫 ISBN 978-4-04-111511-4）
- 獣に道は選べない（2019年4月、新潮文庫nex ISBN 978-4-10-180152-0）
- 競歩王（2019年9月、光文社 ISBN 978-4-334-91307-6 / 2022年6月、光文社文庫 ISBN 978-4-334-79372-2）

#### 2020年代
- できない男（2020年3月、集英社 ISBN 978-4-08-771706-8 / 2023年5月、集英社文庫 ISBN 978-4-08-744525-1）
- 沖晴くんの涙を殺して（2020年9月、双葉社 ISBN 978-4-575-24327-7 / 2023年10月、双葉文庫 ISBN 978-4-575-52696-7）
- 風は山から吹いている（2021年4月、二見書房 ISBN 978-4-576-21066-7 / 2024年7月、二見文庫 ISBN 978-4-576-24067-1）
- 世界の美しさを思い知れ（2021年12月、双葉社 ISBN 978-4-575-24476-2 / 2024年6月、双葉文庫 ISBN 978-4-575-52760-5）
- 弊社は買収されました！（2022年3月、実業之日本社 ISBN 978-4-408-53800-6）
- モノクロの夏に帰る（2022年7月、中央公論新社 ISBN 978-4-12-005551-5 / 2025年7月、光文社文庫 ISBN 978-4-334-10700-0）
- ラベンダーとソプラノ（2022年9月、岩崎書店 ISBN 978-4-265-84035-9）
- 青春をクビになって（2023年9月、文藝春秋 ISBN 978-4-16-391746-7）
- タスキ彼方（2023年12月、小学館 ISBN 978-4-09-386708-5）
- 鳥人王（2024年2月、光文社 ISBN 978-4-334-10229-6）
- サリエリはクラスメイトを二度殺す（2024年10月、双葉社 ISBN 978-4-575-24775-6）
- 願わくば海の底で（2025年2月、東京創元社 ISBN 978-4-488-02920-3）
- 読書感想文が終わらない！（2025年6月、ポプラ社〈ノベルズ・エクスプレス〉 ISBN 978-4-591-18614-5）
- 天才望遠鏡（2025年7月、文藝春秋 ISBN 978-4-16-391995-9）

### ノベライズ

#### 光が死んだ夏
- 光が死んだ夏（2023年12月、KADOKAWA ISBN 978-4-04-075085-9 / 特装版 ISBN 978-4-04-075092-7）
- 光が死んだ夏 2（2025年7月、KADOKAWA ISBN 978-4-04-075086-6 / 特装版 ISBN 978-4-04-075991-3）

#### その他のノベライズ
- 小説 空の青さを知る人よ（2019年8月、角川文庫 ISBN 978-4-04-108655-1）
  - 【児童書版】空の青さを知る人よ（2019年9月、角川つばさ文庫 ISBN 978-4-04-631949-4）
- 小説 ふれる。（2024年9月、角川文庫 ISBN 978-4041148532）

### 連載
- イシイカナコが笑うなら（KADOKAWA『文芸カドカワ』2018年4月号 - 2018年10月号）
- できない男（集英社『小説すばる』2018年7月号 - 2019年1月号）
- 沖晴君と死神の入道雲（双葉社『小説推理』2019年2月号 - 8月号）『沖晴くんの涙を殺して』に改題し刊行
- 世界の美しさを思い知れ（双葉社『小説推理』2021年2月号 - 8月号）
- 鳥人王（光文社『ジャーロ』No.84 2022 SEPTEMBER - No.87 2023 MARCH）
- サリエリはクラスメイトを二度殺す（双葉社『小説推理』2022年12月号 - 2023年6月号）

### アンソロジー
「」内が額賀澪の作品
- マウンドの神様（2017年6月、実業之日本社文庫 ISBN 978-4-408-55368-9）「肩車の権利」（初出：実業之日本社『月刊ジェイ・ノベル』2017年3月号）
- きみは嘘つき（2017年8月、ハルキ文庫 ISBN 978-4-7584-4109-4）「ランドクルーザー田園を行く」（初出：角川春樹事務所『ランティエ』2016年7月号）
- 女ともだち（2018年3月、文春文庫 ISBN 978-4-16-791038-9）「こっちを向いて。」（初出：文藝春秋『オール讀物』2017年10月号）
- 作家たちのオリンピック 五輪小説傑作選（2018年9月、PHP文芸文庫 ISBN 978-4-569-76855-7）「オリンピックを知らない僕達へ」（書き下ろし）
- 放課後探偵団2 書き下ろし学園ミステリ・アンソロジー（2020年11月、創元推理文庫 ISBN 978-4-488-40062-0）「願わくば海の底で」（書き下ろし）
- Story for you（2021年3月、講談社 ISBN 978-4065227961）「ラン・オン・ライン」（書き下ろし）
- ほろよい読書（2021年8月、双葉文庫 ISBN 9784575524895）「醸造学科の宇一くん」（初出：双葉社『小説推理』2021年1月号）
- 今夜は、鍋。温かな食卓を囲む７つの物語（2023年12月、新潮文庫nex ISBN 978-4101802770）「できない君と牡蠣を食べる」（書き下ろし）
- 駅と旅（2025年3月、創元文芸文庫 ISBN 978-4488803155）「明洞発3時20分、僕は君に撃たれる」（初出：東京創元社『紙魚の手帖』2024年4月号）

### ノンフィクション
- 拝啓、本が売れません（2018年3月、ベストセラーズ ISBN 978-4-584-13856-4 / 2020年7月、文春文庫 ISBN 978-4-16-791535-3）

### 実用書
- 読書感想文を苦しまずに書く！（2023年7月、文春e-Books）＊電子書籍

### 雑誌掲載短編

#### 小説
- ミョウガなんて大嫌い（文藝春秋『オール讀物』2015年10月号）
- 就活必須アイテム（文藝春秋『オール讀物』2016年3月号）
- 僕達は拡散する。（中央公論新社 『小説BOC』1号）
- サマー・ソーシャル・ネットワーク（文藝春秋『オール讀物』2016年7月号）
- マリンボーダーを忘れたい（集英社『小説すばる』2016年8月号）
- 女に溺れるほど若くなく（文藝春秋『オール讀物』2016年10月号）
- 人生バラ色大作戦（講談社『小説現代』2017年12月号）
- ジョックロックに笑え（講談社『小説現代』2018年7月号）
- オリンピックを失った僕達へ（江古田文学会『江古田文学』第104号）
- 星の盤側（文藝春秋『オール讀物』2021年6月号）
- 妖精の引き際（文藝春秋『オール讀物』2022年2月号）
- エスペランサの子供たち（文藝春秋『オール讀物』2022年6月号）
- カケルの蹄音（文藝春秋『オール讀物』2023年2月号）
- 明洞発3時分、僕は君に撃たれる（東京創元社『紙魚の手帖』vol.16 APRIL 2024）

#### エッセイなど
- 「出版都市」へ行く（日販「日販通信」2019年12月号）
- 大人の青春小説ってなんだろう（集英社『小説すばる』2020年4月号）
- 「好き」という気持ちに向き合った時間（筑摩書房「webちくま」2020年7月8日）
- 私としんちゃん（双葉社『小説推理』2021年6月号）

## メディア化作品

### ラジオドラマ
- カナコと加奈子のやり直し（2022年3月21日 - 3月25日、NHK-FM放送「青春アドベンチャー」、全5回、出演：本田望結 他[17]）

### テレビドラマ
- 転職の魔王様（2023年7月17日 - 、カンテレ・フジテレビ系列「関西テレビ制作・月曜夜10時枠の連続ドラマ」枠、主演：成田凌[16]）